# André Chaumeix

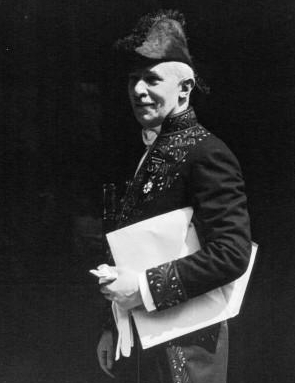
André Chaumeix

André Chaumeix (* 6. Juni 1874 in Chamalières, Département Puy-de-Dôme; † 23. Februar 1955 in Passy, Paris) war ein französischer Journalist und Literaturkritiker.

## Leben
Chameix war ein Sohn von Alexandre Chaumeix und dessen Ehefrau Solange Fargeix; Abraham Chaumeix (1730–1790) war ein entfernter Vorfahr von ihm. Seine Schulzeit verbrachte er am Pariser Lycée Henri IV, an die sich dann der Besuch der École normale supérieure anschloss. Ab 1898 besuchte er für zwei Jahre die Französische Schule in Rom.
Im Frühjahr 1900 kehrte Chaumeix nach Frankreich zurück und ließ sich in Paris nieder. Er begann als Journalist beim Journal des débats zu arbeiten und wurde bereits 1905 dort zum leitenden Chefredakteur ernannt. Parallel dazu schrieb er für verschiedene andere Zeitungen und Zeitschriften, wie Gazette des Beaux-Arts, Le Gaulois oder Revue de Paris.
Nach dem Ersten Weltkrieg arbeitete Chaumeix weiter als Journalist und Redakteur. Zwischen 1926 und 1930 fungierte er als Chefredakteur des Le Figaro und auch für das Feuilleton der Revue des Deux Mondes war er zuständig.
Am 22. Mai 1930 berief die Académie française Chaumeix zum Nachfolger des im Vorjahr verstorbenen Politikers Georges Clemenceau (Fauteuil 3). Ihm selbst folgte 1955 der Historiker Jérôme Carcopino auf diesem Platz nach.
Chaumeix starb im Alter von 80 Jahren am gleichen Tag wie sein Freund und Akademie-Kollege Paul Claudel; am 23. Februar 1955 in Passy (16. Arrondissement). Auf dem Friedhof Cimetière de Passy fand er seine letzte Ruhestätte.

## Werke (Auswahl)
- Chroniques et études. Plon, Paris 1960.